# 萨森-特兰托
萨森-特兰托（德語：Sassen-Trantow）是德国梅克伦堡-前波美拉尼亚州的市镇，隶属于前波美拉尼亚-格赖夫斯瓦尔德县。总面积为45.35平方千米，截至2023年12月31日总人口为860人。